# 그라티아누스
그라티아누스(Flavius Valentinianus, 359년 4월 18일 - 383년 8월 25일)는 375년부터 383년 죽을 때까지 로마 제국의 서방을 다스린 황제였다. 그는 과거 로마의 다신교적 전통에서 벗어나 기독교의 우위를 강조한 황제로 유명하다.

## 생애
그라티아누스는 359년 판노니아의 시르미움에서 발렌티니아누스 1세의 아들로 태어났다. 367년 아버지 발렌티니아누스는 당시 9살인 그라티아누스를 공동황제로 임명했고 375년 발렌티아누스가 죽자 판노니아의 로마군단은 발렌티아누스의 어린 아들이자 그라티아누스의 배다른 형제인 발렌티니아누스 2세를 공동황제로 추대했다. 그라티아누스는 이 배다른 동생을 공동황제로 인정하고 함께 통치했다.
그라티아누스는 제위의 대부분을 라인강을 건너 쳐들어오는 야만족을 물리치기 위해 갈리아에서 보냈다. 378년 훈족의 침입으로 고트족이 제국의 국경을 넘어 밀려오자 제국 동방의 황제이자 그라티아누스의 삼촌인 발렌스가 병력 지원을 요청하였다. 그라티아누스는 고트족을 물리치기 위해 제국의 동방으로 지원하러 가려고 했으나 그의 지원군이 미저 도착하기도 전에 아드리아노폴리스 전투에서 발렌스의 로마 군대는 크게 패했고 황제 발렌스도 전사하였다. 그라티아누스는 유능한 장군의 아들이지만 히스파니아에서 칩거하던 테오도시우스를 발탁하여 제국의 동부를 다스리게 했고 그가 성공하자 379년 테오도시우스를 제국 동부의 황제로 임명했다.
383년 마그누스 막시무스가 브리타니아에서 그곳의 군단에 의해 황제로 추대되었고 갈리아로 건너왔다. 그라티아누스는 이 소식을 듣고 막시무스의 반란군을 토벌하기 위해 갈리아로 갔으나 도리어 자신의 무어인 기병대가 갑작스럽게 변절하여 막시무스의 편으로 돌아섰다. 그라티아누스는 제대로 싸워보지도 못하고 도망하려다 루그두눔(지금의 프랑스 리옹)에서 살해당했다.

## 그리스도교의 진흥
그라티아누스의 스승인 아우소니우스는 그라티아누스가 "황금의 정신"(mens aurea)을 가지고 있고 시적 재능이 뛰어났고 책도 많이 읽었다고 한다.
한번은 화살 한대로 사자를 잡은 적도 있을 만큼 뛰어난 무예와 승마실력을 가졌다고도 한다.
그라티아누스는 제위 후반기 밀라노 주교 암브로시우스의 영향을 많이 받았다. 그라티아누스는 암브로시우스의 종용으로 당시까지 로마 황제의 직함에 존재하던 "폰티펙스 막시무스"(Pontifex Maximus)의 칭호를 제거하고, 율리아누스가 로마 원로원에 승리의 여신 니케의 조각상을 다시 세운 뒤 처음으로 이것을 원로원 의원들에게 없애라고 명령했다. 귀족 심마쿠스 등 로마의 전통을 존중하는 원로원 의원들의 반대에도 불구하고 승리의 여신의 제단은 제거되었다. 또한 고대로부터 내려오는 로마 제사장 신분의 특권을 모두 폐지하고 베스타 신전의 막대한 재산과 제녀들을 국고에 귀속시켰다.
| 전임 발렌티니아누스 1세 발렌스 | (서)로마제국 황제 375년 - 383년 발렌스(동부), 발렌티니아누스 1세, 발렌티니아누스 2세와 공동통치 | 후임 마그누스 막시무스 발렌티니아누스 2세 |

## 같이 보기
- 로마 황제 목록